# Henley-on-Thames
Pour les articles homonymes, voir Henley et Thames.
Henley-on-Thames (« Henley-sur-Tamise »), ou plus simplement Henley, est une ville britannique située dans le district du South Oxfordshire, dans le comté de l'Oxfordshire, en Angleterre. Elle se trouve sur la Tamise, entre les villes de Reading (dans le Berkshire) et Marlow (dans le Buckinghamshire), en aval des villages de Sonning et Wargrave.

## Histoire

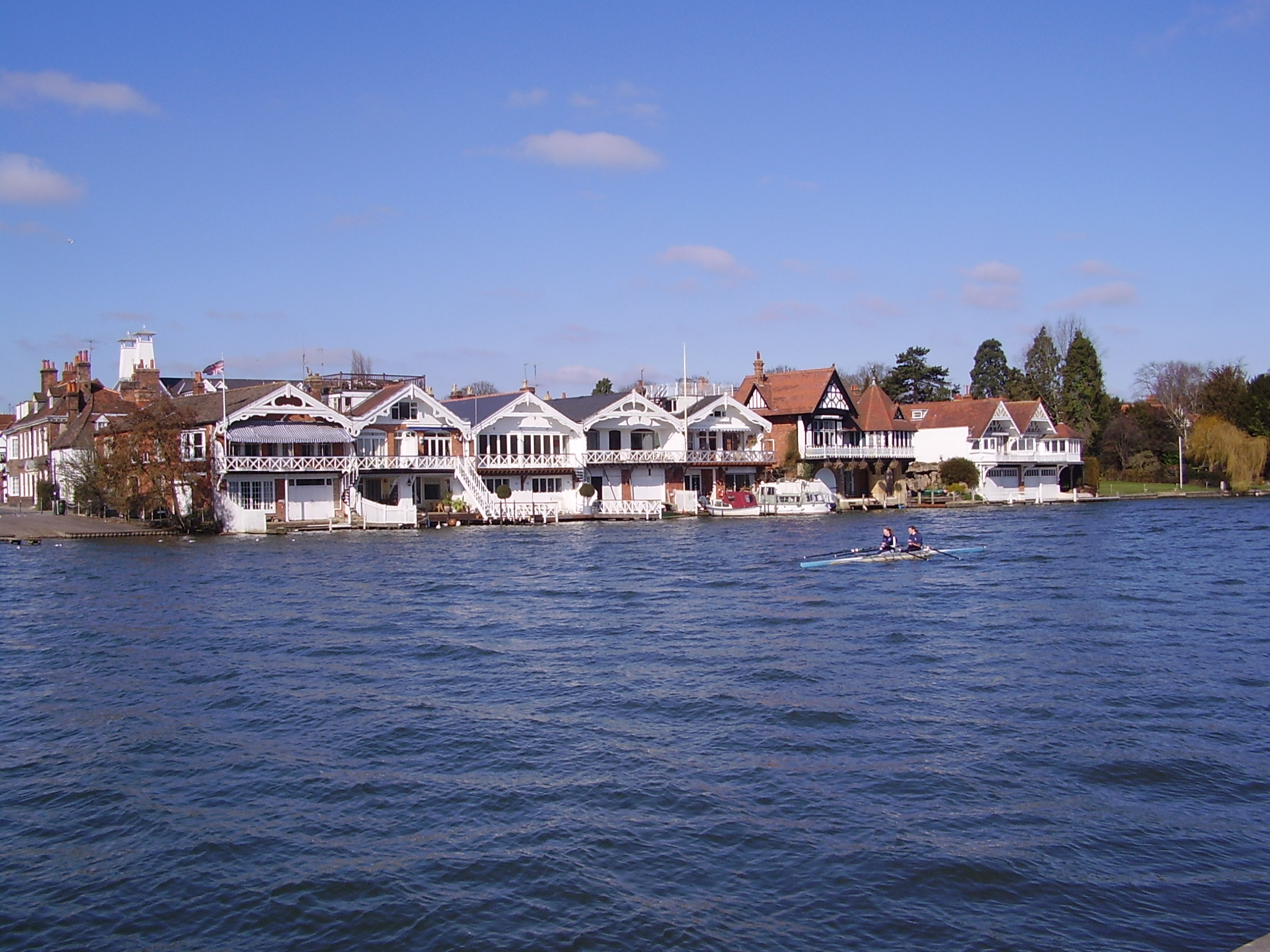
Henley-on-Thames, les bords de la Tamise.

Henley-on-Thames est établie au XIIe siècle. Elle doit beaucoup à sa situation géographique approvisionnant Londres en bois et céréales.
Henley est célèbre pour avoir accueilli en 1829, pour sa première édition, The Boat Race, la fameuse course d'aviron entre les universités de Cambridge et d'Oxford. La première semaine de juillet, des rameurs venus du monde entier affluent vers la ville pour participer à la régate royale de Henley, un ensemble de courses d'aviron amateurs, les plus importantes d'Angleterre.
Le corps du général Dumouriez se trouve dans son église.

## Transports
Henley-on-Thames est desservie par la Henley branch line de la Great Western Railway, une ligne ferroviaire plutôt similaire à celle de Marlow. Elle relie la gare de Twyford à la gare de Henley-on-Thames via Wargrave et Shiplake.

## Célébrités liées à Henley-on-Thames

### Naissances
- Ada Wells (1863-1933), féministe, militante pour les droits des femmes et enseignante néo-zélandaise.
- David Tomlinson (1917-2000), acteur ayant joué dans Mary Poppins (1964) et dans Un amour de coccinelle (1969).
- Simon Dennis (né en 1976), champion olympique d'aviron.

### Décès
- Harold Barker (1886-1937), rameur britannique.
- John Hunt (1910-1998), officier britannique, chef de l'expédition qui conquit l'Everest en 1953.
- James Blish (1921-1975), écrivain américain.
- Dusty Springfield (1939-1999), chanteuse britannique.

## Anecdotes
- George Harrison, membre des Beatles, vit à Henley-on-Thames, dans le manoir de Friar Park, entre 1970 et sa mort.
- La ville sert à plusieurs reprises de décors pour certains épisodes de la série télévisée Inspecteur Barnaby.

## Jumelages
La ville de Henley-on-Thames est jumelée avec :
- Falaise (France) depuis 1973 ;
- Leichlingen (Allemagne) depuis 1979 ;
- Borama (Somalie) depuis 1981.